# 圣园学园短期大学
圣园学园短期大学（日语：／ Misono Gakuen Tanki Daigaku *），简称圣园短大，是一所位于日本秋田县秋田市的私立短期大学。

## 概要

### 简介
- 学校最早可以追溯到1940年[1][2]。短期大学为于1966年开办[2]、由学校法人秋田圣心布教姊妹会经营[3]。来源于1920年创立的保育园即圣园园、由于教育的基础是天主教为男女同校[4]从2012年。

### 历史
- 1966年 圣园学园短期大学成立并同时设置一个学科即保育科[2]。
- 2012年 开始招收男学生。

### 宪章
- 请参看圣园学园短期大学的标志 （页面存档备份，存于） （日語） 2014年5月22日阅览。

## 学校环境
- 校区：在秋田县秋田市

## 历任校长
- 丁野佳子：第一代短期大学校长[5]。
- 青木光子：现在短期大学校长[3]

## 组织

### 学科
- 保育科

### 专科
| - 没有 |

### 业余课程
| - 没有 |

### 附属学校
- 幼儿园[6]

### 附属机关
| - 图书馆 |

## 相关链接
- 日本短期大学列表